# Afonso Poyart
Afonso Poyart (Santos, 1979) è un regista, produttore cinematografico e sceneggiatore brasiliano.

## Biografia
Ha iniziato la carriera nella post‑produzione pubblicitaria e come autore di videoclip; con il cortometraggio Eu te darei o céu (2005) ha vinto quattro premi al Festival di Gramado, tra cui miglior film – giuria popolare, miglior attore e miglior attrice.

## Filmografia

### Cinema
- Eu te darei o céu – cortometraggio (2005).[3]
- 2 Coelhos (2012).[4]
- Solace (2015).[5]
- Mais Forte que o Mundo: A História de José Aldo (2016).[6]
- Biônicos (2024).[7]

### Televisione
- Aldo – Mais Forte que o Mundo – miniserie (2017).[8]
- Ilha de Ferro – direzione artistica e generale (2018‑2019).[9]

Per Globoplay ha firmato la direzione artistica e generale della serie Ilha de Ferro (2018‑2019).

### Produttore
Nel 2024 esce su Netflix il lungometraggio di fantascienza Biônicos (Bionic), prodotto da Black Filmes e diretto da Poyart.